# Grand Belial's Key
 (avril 2020).
Si vous disposez d'ouvrages ou d'articles de référence ou si vous connaissez des sites web de qualité traitant du thème abordé ici, merci de compléter l'article en donnant les références utiles à sa vérifiabilité et en les liant à la section « Notes et références ».
Grand Belial's Key (GBK) est un groupe de black metal fondé à Oakton, Virginie en 1992 par le guitariste Gelal Necrosodomy et le chanteur Lord Vlad Luciferian. 
Bien que le groupe affirme n'avoir que des thèmes anti religieux (anti-juifs / chrétiens), ils ont été accusés de racisme, d'antisémitisme et de proximité avec l'extrême droite, et donc d'appartenir à la scène NSBM. Gelal Necrosodomy a répondu à ces accusations en déclarant : « pour moi, le Black Metal c'est le paganisme, le paganisme c'est le néo-fascisme, le néo-fascisme est anti-chrétien, et l'anti-christianisme est le Black Metal. C'est un cercle, il ne peut être modifié car tout s'y intègre parfaitement. »

## Histoire

### Débuts (1992-1996)
Le groupe démarre en 1992, Gelal s'occupant de la guitare, de la basse et du clavier, et Bestial Luciferian de la batterie et du chant. Leur première démo, Goat of a Thousand Young, fut enregistré à la fin de l'année. En 1993, ils jouaient leur premier concert avec Kommando (Arghoslent) à la basse et Tom Philips (While Heaven Wept) aux claviers. Après le show, Gelal quitta le groupe en raison de son animosité envers Bestial Luciferian (surnommé alors Puciferian). Le groupe se sépara mais Bestial Luciferian (devenu Lord Vlad Luciferian) essaya de réformer GBK, aidé de Demonic à la basse. Tom Philips devait remplacer Gelal avant que Demonic ne le convainc de le rejoindre. C'est sous cette configuration que fut enregistré la démo Triumph of the Hordes en 1994. 
Après la sortie de la démo, Gelal et Demonic apprirent que Lord Vlad Luciferian avait ajouté des voix féminines à l'une des chansons sans leur accord, et qu'ils étaient passés à côté de contrats avec certaines maisons de disques. Gelal, encore plus en colère contre Lord Vlad Luciferian, le renvoya du groupe. Puis Demonic quitta le groupe par manque de temps. Gelal demanda donc à The Marauder (anciennement chez Arghoslent) de jouer de la basse et recruta The Black Lourde of Crucifixion à la batterie / voix (Cazz Grant de Crucifier). Formation qui enregistra la sortie A Witness to the Regicide en 1996. 

### Mocking the Philanthropist(1997-2000)
Cet album a fait de GBK l'un des groupes de Black Metal les plus controversés des États-Unis. Le bassiste Der Sturmer (Der Stürmer était le nom d'un journal de propagande nazi publié entre 1923 et 1945) remplaça The Marauder, et la nouvelle formation enregistra le LP Mocking the Philanthropist via le label belge Wood-Nymph. Tous les problèmes tournaient alors autour du livret du CD. Il montrait en effet les membres du groupes portant des T-shirt de groupes proches de l'extrême droite ou appartenant au courant NSBM (Bound for Glory et Spear of Longinus), conduisant à des boycotts et à d'autres problèmes. On pouvait lire également sur le mur derrière eux la phrase « G.B.K. is B.M.f.W.P. », ce que tout le monde a immédiatement traduit par « Black Metal for White People ». Le groupe ne s'est jamais expliqué là-dessus.    
Au cours de leurs neuf premières années, GBK n'avait alors effectué que neuf concerts. La distribution de cet album a été interdite en Allemagne en raison du fameux livret sus-cité. Wood-Nymph refusa d'imprimer un nouveau livret et, en conséquence, le label disparu en raison de la très mauvaise distribution de l'album. Le CD sera ensuite réimprimé par l'américain Moribund Records (en) et le français Drakkar Productions, en 2004 et 2006 respectivement. 

### De Judeobeast Assassination à Kosherat  (2001-2005)
La suite de Mocking the Philanthropist arrive en 2001. Les paroles se concentrent ici sur l'inséparabilité du judéo-christianisme, se moquant à la fois du Nouveau Testament et de l'Ancien Testament (Mocking the Philanthropist s'étant concentré sur le Nouveau Testament). Les paroles étaient alors beaucoup plus provocantes et sexuellement perverses que l'album précédent. La musique avait un mix plus lourd et un son plus épais, chose relativement rare dans le black metal. L'album était même vingt minutes plus court, afin de tenir sur un seul vinyl. 
En 2002, The Black Lourde of Crucifixion quitta GBK pour se concentrer davantage sur Crucifier, il n'était pas intéressé par la tournée européenne qui s'annonçait. Le fameux Pimps of Gennesaret Tour comprenait alors Grimnir Wotansvolk au chant (dirigeant de Vinland Winds, label NSBM), Gelal Necrosodomy à la guitare, Demonic à la basse et Gulag à la batterie. La même formation qui enregistrera Kosherat en 2005.  
Kosherat sorti en 2005 sur Drakkar Productions, et serait le dernier album du groupe avant leur séparation (temporaire). L'album se concentre une nouvelle fois sur le judaïsme pré-chrétien, se moquant de rituels tels que le Red Heifer ou la circoncision. L'album comprenait également trois pistes réenregistrées de leurs vinyles EP, ainsi que deux reprises de Chaos 88.

### Histoire récente (2006-présent)
En 2006, le 27 août, le chanteur Grimnir Wotansvolk (Richard P. Mills) décède d'une overdose. Mills était le petit-fils de la célèbre éleveuse de chevaux Alice du Pont Mills. La même année sort le dernier enregistrement de GBK, un split avec le groupe NSBM Absurd et le groupe suédois Sigrblot. Les morceaux datent de la même session que l'album Kosherat et étaient « exclusivement prévus pour ce split ». 
Le groupe est redevenu actif à partir de 2009. Le 12 décembre 2009, ils jouent au Hooligan Black Metal de Chicago, avec Heathen Hammer, Martial et Absurd. Le groupe s'est également produit au Hell's Headbash III en septembre 2016 (aux côtés d'Incantation, Toxic Holocaust, Angelcorpse, Revenge, Profanatica, etc.). 

## Membres

### Membres actuels
- Demonic - guitare basse (1994-96, 2001-présent), claviers (1994)
- Gelal Necrosodomy - basse (1992), guitares (plomb) (1992-1993, 1994-2006, 2009-présent), claviers (1992, 1994)
- Ulfhedinn - drums (2009-présent)
- Unhold - vocal (2016-présent)

### Anciens membres
- Grimnir Wotansvolk (Richard Mills) - chant (2002-06)
- Lord Vlad Lucerferian - chant (1992-94)
- Tom Phillips - claviers (1992-94)
- The Marauder - guitare basse (1995-96)
- The Gulag - batterie (2005-08)
- Der Sturmer - guitare basse (1996-99)
- Black Lourde of Crucifixion (Cazz Grant) - batterie, chant (1995-2003)
- Sven «Unhold» Zimper - chant (live) (2009-10)
- Lilith - Claviers (1995-2005)

## Discographie
Albums studio
- Mocking the Philanthropist (1997)
- Judeobeast Assassination (2001)
- Kosherat (2005)
- Kohanic Charmers (2022)

EPs
- A Witness to the Regicide  (1996)
- The Tricifixion of Swine (2000)
- On a Mule Rides the Swindler (2005)

Démos
- Goat of a Thousand Young (1992)
- Triumph of the Hordes (1994)

Versions séparées
- Satan Is Metal's Master / Sperm of the Antichrist (2001) - split avec Nunslaughter
- Hobo of Aramaic Tongues / Le Royaume Maudit (2003) - split avec Chemin de Haine
- Weltenfeind (2008) - split avec Absurd et Sigrblot